# Jacques-Henri Simon
Jacques-Henri Simon, né le 29 septembre 1909 à Labruguière (Tarn) et décédé en 1944 en déportation est un Résistant français, responsable du mouvement Organisation civile et militaire (OCM).

## Biographie
Avocat au Conseil d’État et à la Cour de cassation, Jacques-Henry Simon rejoint l'Organisation civile et militaire (OCM) en février 1941.
Il participe à la première réunion du Conseil national de la Résistance (CNR), le 27 mai 1943, rue du Four à Paris en tant que représentant de l'OCM. 
Arrêté en avril 1944 à Paris, il est transféré à Paris et meurt en déportation.
Il vivait au 21 boulevard de Beauséjour (16e arrondissement de Paris), où une plaque lui rend hommage.

## Distinctions
- Médaille de la Résistance française avec rosette (décret du 31 mars 1947)[2]

### Sources de l'article
- Guillaume Piketty, article  Jacques-Henri Simon  in Dictionnaire historique de la Résistance, p. 524, Robert Laffont, 2006.